# 三氰化磷
三氰化磷是一种化合物，化学式为P(CN)3。它可由三氯化磷和三甲基（异）氰硅烷反应制得，或通过三溴化磷和氰化银在乙醚中反应得到。它的热解可以得到石墨相的C3N3P。它和Re(CO)5FBF3反应，可以得到{P[CN-Re(CO)5]3}(BF4)3。